# Dominik Pleštil
Dominik Pleštil (* 9. srpen 1999 Liberec) je český profesionální fotbalista, který hraje na pozici pravého záložníka za český klub Bohemians Praha 1905.

## Klubová kariéra

### Mládežnické roky
Pleštil je odchovancem Jablonce.

### FK Jablonec
Do prvního týmu se probojoval přes mládežnické a rezervní týmy. Premiérový start v nejvyšší soutěži si odbyl v srpnu 2018 v utkání proti Zlínu (ačkoliv na lavičce seděl už v roce 2017 v utkání proti pražské Slavii, do utkání ale nenastoupil). Ještě předtím stihl odehrát závěrečné minuty v rámci utkání MOL Cupu.
V průběhu dalších dní a měsíců se pohyboval mezi prvním a druhým týmem. Pravidelné zápasové vytížení přišlo až v druhé polovině sezóny 2019/20, kdy se začal pravidelně objevovat v sestavě prvního mužstva.

#### 2020/21
Do sestavy se pravidelně dostával i v další sezoně, tedy 2020/21. K 10. únoru 2021 nastoupil ke 13 ligovým zápasům, ve kterých branku nevstřelil. Odbyl si také premiéru v evropských pohárech, když si zahrál v závěrečných 10 minutách neúspěšného kvalifikačního utkání Evropské ligy proti Dunajské Stredě.

## Klubové statistiky
- aktuální k 10. únor 2021

| Tým           | Sezona            | Liga   | Liga   | Pohár  | Pohár  | Evropské poháry | Evropské poháry |
| Tým           | Sezona            | Zápasy | Branky | Zápasy | Branky | Zápasy          | Branky          |
| ------------- | ----------------- | ------ | ------ | ------ | ------ | --------------- | --------------- |
| FK Jablonec   | 2016/17           | 0      | 0      | -      | -      | -               | -               |
| FK Jablonec   | 2017/18           | 0      | 0      | 1      | 0      | -               | -               |
| FK Jablonec   | 2018/19           | 6      | 0      | 1      | 0      | -               | -               |
| FK Jablonec   | 2019/20           | 16     | 1      | 1      | 1      | -               | -               |
| FK Jablonec   | 2020/21           | 13     | 0      | -      | -      | 1               | 0               |
| FK Jablonec B | 2019/20 (3. liga) | 3      | 0      | -      | -      | -               | -               |
| FK Jablonec B | 2020/21 (3. liga) | 1      | 0      | -      | -      | -               | -               |
| Celkem        | Celkem            | 39     | 1      | 3      | 1      | 1               | 0               |